# Nisοs Pοluaigοs - Kimolοs
Nisοs Pοluaigοs - Kimolοs este o arie protejată (arie specială de conservare — SAC, sit de importanță comunitară — SCI) din Grecia întinsă pe o suprafață de 13.871,3 ha, integral pe uscat.

## Localizare
Centrul sitului Nisοs Pοluaigοs - Kimolοs este situat la coordonatele 36°45′51″N 24°38′27″E / 36.764289°N 24.640708°E.

## Înființare
Situl Nisοs Pοluaigοs - Kimolοs a fost declarat sit de importanță comunitară în august 1996 pentru a proteja 2 specii de animale. Situl a fost protejat și ca arie specială de conservare în martie 2011.

## Biodiversitate
Situată în ecoregiunile marină mediteraneană și mediteraneană, aria protejată conține 20 de habitate naturale: Straturi cu Posidonia (Posidonion oceanicae), Recifuri, Faleze cu vegetație de Limonium spp. endemic de pe coastele mediteraneene, Salicornia și alte specii anuale care populează regiunile mlăștinoase și nisipoase, Pășuni mediteraneene udate de apa mării (Juncetalia maritimi), Dune mobile cu vegetație embrionară, Depresiuni intradunale umede, Dune cu vegetație ierboasă Malcolmietalia, Dune de coastă cu Juniperus spp., Dune cu tufărișuri sclerofile Cisto-Lavenduletalia, Iazuri temporare mediteraneene, Râuri mediteraneene cu debit intermitent, cu specii de Paspalo-Agrostidion, Matorral arborescenți cu Juniperus spp., Sarcopoterium spinosum phryganas, Pseudostepă cu ierburi și specii anuale de Thero-Brachypodietea, Pante stâncoase calcaroase cu vegetație casmofită, Pante stâncoase silicioase cu vegetație casmofită, Câmpuri de lavă și excavații naturale, Galerii și tufărișuri riverane sudice (Nerio-Tamaricetea și Securinegion tinctoriae), Păduri de Olea și Ceratonia.
La baza desemnării sitului se află mai multe specii protejate:
- mamifere (1): delfin mare (Tursiops truncatus)
- reptile (1): elaphe situla (Zamenis situla)

Pe lângă speciile protejate, pe teritoriul sitului au mai fost identificate 14 specii de plante, 1 specie de amfibieni, 1 specie de mamifere, 2 specii de nevertebrate, 4 specii de reptile.